# Olympische Sommerspiele 1980/Teilnehmer (Nepal)
| Gelbes Symbol für Goldmedaillen mit stilisierten Olympischen Ringen | Graues Symbol für Silbermedaillen mit stilisierten Olympischen Ringen | Braundes Symbol für Bronzemedaillen mit stilisierten Olympischen Ringen |
| ------------------------------------------------------------------- | --------------------------------------------------------------------- | ----------------------------------------------------------------------- |
| —                                                                   | —                                                                     | —                                                                       |

Nepal nahm an den Olympischen Sommerspielen 1980 in Moskau, UdSSR, mit einer Delegation von zehn Sportlern teil.

## Teilnehmer nach Sportarten

### Boxen
- Rabiraj Thapa
Fliegengewicht: 9. Platz

- Narendra Poma
Federgewicht: 17. Platz

- Bishnu Malakar
Halbweltergewicht: 17. Platz

### Gewichtheben
- Ashok Kumar Karki
Bantamgewicht: 18. Platz

- Rajendra Pradhan
Federgewicht: 15. Platz

### Leichtathletik
- Raghu Raj Onta
100 Meter: Vorläufe

- Laxaman Basnet
5000 Meter: Vorläufe

- Nara Bahadur Dahal
10.000 Meter: Vorläufe

- Baikuntha Manandhar
Marathon: 37. Platz

- Mukunda Hari Shrestha
Marathon: 45. Platz